# William Pryce Cumby
William Pryce Cumby, né le 20 mars 1771 à Heighington et mort le 27 septembre 1837 à Pembroke, est un officier de la Royal Navy.
Il participe aux guerres de la Révolution française et aux guerres napoléoniennes.
Il se distingue à la bataille de Trafalgar où il remplace le commandant John Cooke à bord du HMS Bellerophon.